# Dechristianize
Dechristianize este al cincilea album al formației americane de death metal Vital Remains. A fost lansat pe 22 august 2003. Versurile abordează decreștinarea Franței în timpul Revoluției Franceze. Introducerea - „Let the Killing Begin” – prezintă o secțiune din „O Fortuna⁠(d)” a compozitorului german Carl Orff și voci din filmul Viața lui Iisus. Este primul album cu vocalistul Glen Benton⁠(d) al formației Deicide și este considerat primul album de succes al formației.

## Lista pieselor
Toate melodiile de Tony Lazaro și Dave Suzuki.
| Nr.             | Titlu                                  | Lungime |  |
| 1.              | „Let the Killing Begin”                | 1:59    |  |
| 2.              | „Dechristianize”                       | 8:56    |  |
| 3.              | „Infidel”                              | 6:17    |  |
| 4.              | „Devoured Elysium”                     | 5:44    |  |
| 5.              | „Savior to None... Failure for All...” | 6:37    |  |
| 6.              | „Unleashed Hell”                       | 5:58    |  |
| 7.              | „Rush of Deliverance”                  | 7:07    |  |
| 8.              | „At War with God”                      | 7:55    |  |
| 9.              | „Entwined by Vengeance”                | 10:00   |  |
| Lungime totală: | Lungime totală:                        | 60:40   |  |

## Membrii formației
- Glen Benton - voce
- Tony Lazaro - chitara ritmica
- Dave Suzuki - chitară principală, chitară bas, tobe

### Producție
- Mark Prator - mixaj, inginer
- Aaron Caillier - inginer
- Robert Pemberton - remixaj, inginer
- Todd Jessop - inginer
- Roger Lian - mastering
- Jaromír "Moartea" Bezruč - coperta